# Barbara Broccoli
Barbara Broccoli (Los Angeles, 18 juni 1960) is een Amerikaanse filmproducent. Ze is geboren als dochter van Albert R. Broccoli en Dana Wilson Broccoli. Ze is afgestudeerd in communicatiewetenschap (film en televisie) aan de Loyola Marymount University. Nadat ze afgestudeerd was, is ze gaan werken bij EON Productions, de productiemaatschappij achter de James Bondproducties.

## Filmografie

### Als producent
- No Time to Die (2021)
- The Rhythm Section (2020)
- Film Stars Don't Die in Liverpool (2017)
- Spectre (2015)
- Skyfall (2012)
- Quantum of Solace (2008)
- Casino Royale (2006)
- Die Another Day (2002)
- I Used to Be in Pictures (2000)
- The World is Not Enough (1999)
- Tomorrow Never Dies (1997)
- Crime of the Century (1996)
- Goldeneye (1995)

### Als associate producer
- Licence to Kill (1989)
- The Living Daylights (1987)

### Als assistent regisseur
- A View to a Kill (1985)
- Octopussy (1983)
- Moonraker (1979) (second assistent, onvermeld)